# Adorazione dei Magi (Botticelli Uffizi)
L'Adorazione dei Magi è un dipinto a tempera su tavola (111x134 cm) di Sandro Botticelli, databile al 1475 circa e conservato nella Galleria degli Uffizi a Firenze.

## Storia
Il dipinto fu commissionato da Gaspare di Zanobi del Lama, sensale dell'Arte del Cambio fiorentina e cortigiano della famiglia dei Medici, per la sua cappella funebre in Santa Maria Novella. Essendo un banchiere, la sua attività di intermediazione finanziaria che ricavava denaro dal denaro era vista in maniera non troppo onorevole all'epoca, poiché letta secondo la mentalità medievale che la bollava come peccato di usura. Per questo i banchieri assolvevano ai loro sensi di colpa dedicando una parte dei loro guadagni ad opere di bene e a commissioni artistiche dedicate ai loro santi protettori, che riequilibrassero il loro "debito" con la società. Anche Gaspare del Lama sentì questa necessità, investendo nella realizzazione di una propria cappella funeraria in Santa Maria Novella, che venne dedicata all'Epifania. Per l'altare maggiore commissionò appunto un'Adorazione dei Magi a Sandro Botticelli, che all'epoca era un giovane pittore protetto dai Medici.
La celebrazione della famiglia protettrice sia del committente che dell'artista si manifestò in una serie di ritratti che popolano la scena. Originariamente la pala era coronata da una lunetta con l'Adorazione del Bambino, oggi spostata sopra il portale centrale della chiesa.
Il patronato della cappella passò nel 1556 ai Fedini e poi verso il 1570 a Flavio Mondragone, istruttore di Francesco I de' Medici. Il Mondragone fece trasportare il dipinto nel proprio palazzo. L'esilio di Flavio, accusato di tradimento dallo stesso Francesco, comportò una confisca dei suoi beni, tra cui doveva trovarsi anche il dipinto botticelliano che finì nelle raccolte granducali.

## Descrizione e stile

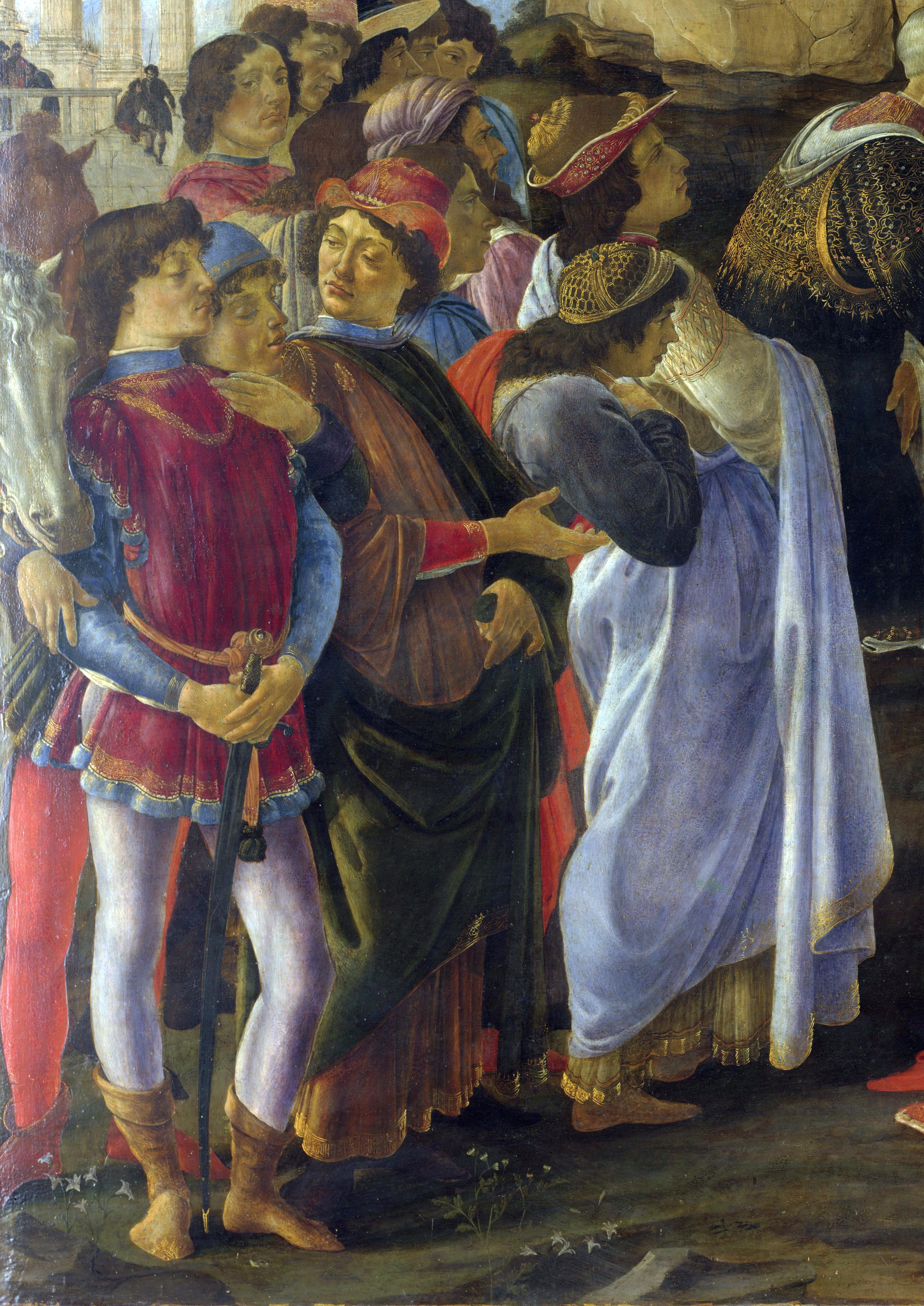
Dettaglio

### Composizione
Sandro Botticelli introdusse con quest'opera una grande novità a livello formale nel frequentatissimo tema dell'Adorazione, ossia la visione frontale della scena, con le figure sacre al centro e gli altri personaggi disposti prospetticamente ai lati; prima di questa infatti, si usava svolgere la scena in maniera orizzontale, con la Sacra Famiglia a un'estremità e i Magi col proprio seguito che procedevano verso di essa dispiegandosi essenzialmente sul primo piano in una sorta di corteo, uno dietro l'altro, ricordando l'annuale rievocazione della cavalcata dei Magi, una rappresentazione sacra che si teneva per le vie fiorentine. Il prototipo potrebbe essere stata una scena della predella dell'Annunciazione di Beato Angelico, ma nessuno aveva mai usato questo schema su una pala di grandi dimensioni.
Il nuovo schema introdotto da Botticelli venne ripreso abbastanza fedelmente da Filippino Lippi (Adorazione dei Magi degli Uffizi) e da Leonardo da Vinci (un'altra Adorazione sempre agli Uffizi).
Al centro, in posizione ingegnosamente rialzata, si trova la capanna diroccata della natività, composta da una roccia, un tetto ligneo retto da alcuni tronchi issati e da una parete a angolo in rovina, richiamo all'antichità perduta ribadito anche dagli edifici crollati a sinistra. La Vergine col Bambino, vegliata da dietro da san Giuseppe, viene a trovarsi al vertice di un triangolo ideale a cui mirano le linee prospettiche delle quinte laterali e lo scalare dei personaggi disposti. Dal vertice di questo triangolo un moto ascensionale sposta l'occhio dello spettatore verso l'altro, tramite la figura di Giuseppe, fino alla luce divina che spiove dall'alto. Un pavone, appollaiato a destra, simboleggia l'immortalità, poiché fin dall'antichità le sue carni erano ritenute immarcescibili.

### Personaggi
I tre Magi, che come al solito rappresentano le tre età dell'uomo (gioventù, maturità e anzianità) si trovano in posizione centrale. Quello più anziano è inginocchiato in adorazione del Bambino ed ha già deposto il suo dono ai piedi della Vergine, mentre il secondo e il terzo attendono il loro turno davanti, di spalle, con i loro preziosi doni ancora in mano, mentre le corone sono già state deposte (una si vede davanti a quello vestito di bianco).
In queste tre figure sono ritratti rispettivamente Cosimo de' Medici e i suoi figli Piero il Gottoso (col mantello rosso foderato d'ermellino) e Giovanni. La loro posizione davanti alla Vergine è rigidamente dinastica. Dietro di loro infatti si trova Lorenzo de' Medici, figlio di Piero, con una lunga veste bianca e una berretta come cappello, a cui fa da contraltare, sul lato opposto in posizione simmetrica, suo fratello minore Giuliano (che perì pochi anni dopo nella Congiura dei Pazzi), ritratto col vestito corto nero e rosso bordato d'oro in un'espressione pensosa. Trattandosi di una rappresentazione di discendenza, poco importa che già i tre personaggi che formano i Magi fossero morti almeno al 1473, né è rilevante la mancanza di somiglianza degli effigiati, molto più idealizzati nella solennità dell'episodio. La mancanza di somiglianza ha generato anche dispute identificative: alcuni ad esempio indicano l'uomo in primo piano a sinistra, con la veste bianca corta, come Lorenzo o Giuliano; quest'ultimo sarebbe riportato in un disegno preparatorio conservato oggi al museo di Lilla, dove il giovane è raffigurato con la spada e vicino ad un cavallo in ricordo della giostra da lui vinta nel 1475. Il dipinto costituisce quindi un'eccezionale giustificazione, sia in termini filosofici sia religiosi, del principato mediceo a Firenze.

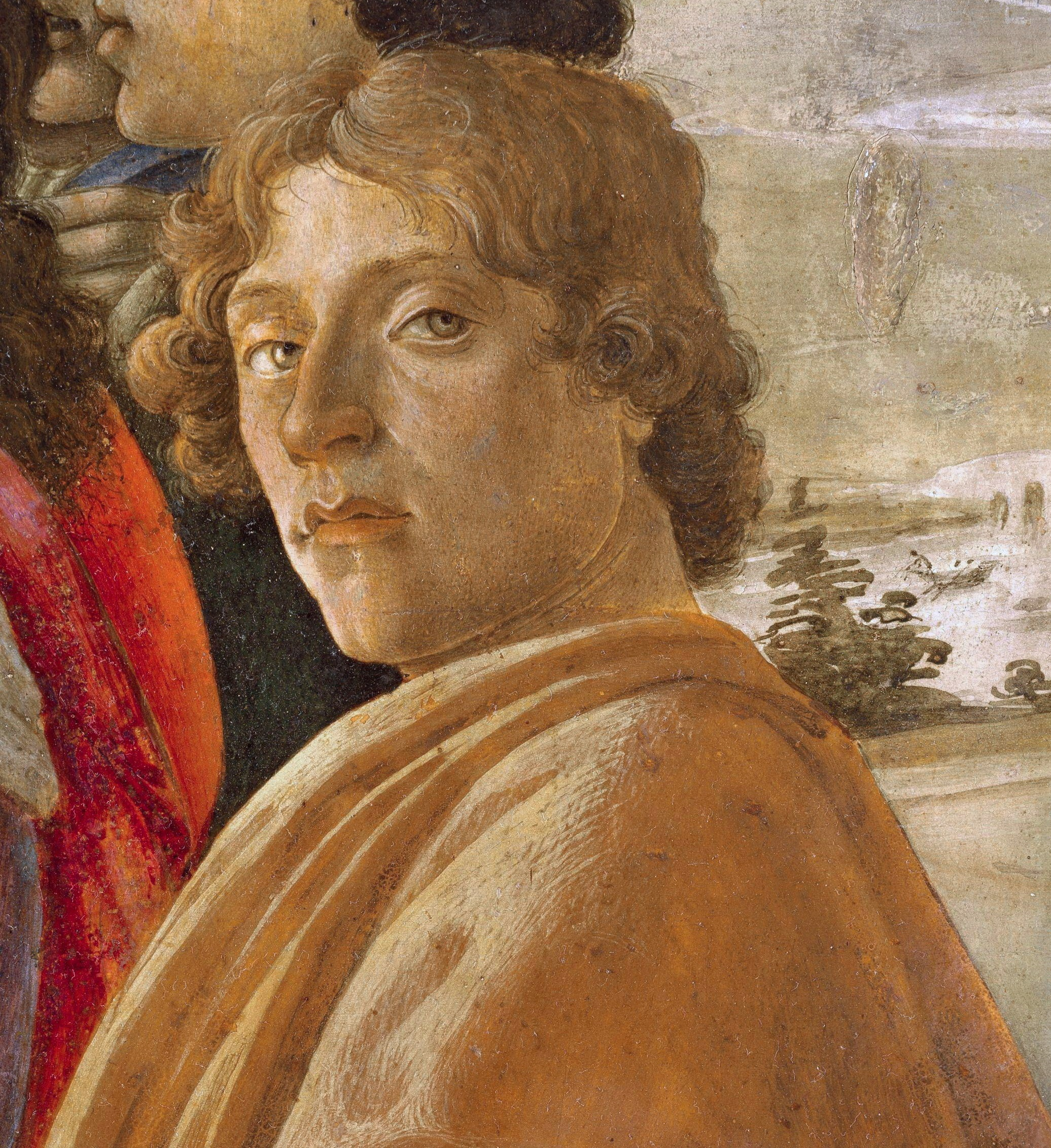
Autoritratto di Botticelli

Il committente si trova in posizione defilata nel gruppo di destra, vestito di azzurro con capelli bianchi corti. All'estrema destra il giovane in primo piano che guarda verso lo spettatore, con un ampio mantello arancione, sarebbe un autoritratto dello stesso Botticelli. Accanto al cavaliere di sinistra si troverebbero Agnolo Poliziano, che gli cinge le spalle amichevolmente, e Giovanni Pico della Mirandola, che indica il gruppo sacro; il giovane in secondo piano a sinistra che guarda verso lo spettatore sarebbe un famigliare di Gaspare del Lama, mentre nel gruppo di destra si troverebbero alcuni alleati di casa Medici: Filippo Strozzi, Lorenzo Tornabuoni (col cappello con la piuma) e, con il volto barbuto, Giovanni Argiropulo, il letterato greco venuto da Costantinopoli.
Il segno è sciolto e vigoroso, dimostrando la raggiunta maturità dei mezzi espressivi dell'artista, il tono dei personaggi è fiero e al tempo stesso malinconico, che dà all'insieme l'aspetto di meditazione fiabesca tipica della sua migliore produzione. L'ambientazione è caratterizzata dai toni atmosferici: la luce dorata del crepuscolo, che lega tra loro i vari elementi, riesce a dare l'impressione della circolazione dell'aria.

### Sfondo
Le rovine alludono a un episodio della Legenda Aurea di Cristo, secondo cui l'imperatore Augusto, che si vantava di aver pacificato il mondo, incontrò un giorno una Sibilla che gli predisse l'arrivo di un nuovo re, che sarebbe riuscito a superarlo e ad avere un potere ben più grande del suo. Essi perciò rappresentano simbolicamente il mondo antico e il paganesimo in declino, mentre la cristianità raffigurata nella scena della Natività si trova in primo piano perché essa costituisce il presente ed il futuro del mondo.

### Significato simbolico
I personaggi che figurano nel dipinto sono tutti esponenti di quella aristocrazia dello spirito che, nella Firenze della fine dell'ottavo decennio del Quattrocento, coincide con la classe sociale detentrice del potere politico. Questo consesso di "intelletti chiari" celebra da un lato la "pietas" religiosa della cerchia neoplatonica, dall'altro il carattere di quell'investitura, divina e sapienzale, che sarà trasmessa da Cosimo ai suoi figli, ai nipoti e a quanti collaborano con i Medici nell'esercizio della potestà politica. Ne deriva la giustificazione del principato mediceo, in termini etici, filosofici e religiosi, che aiuta a comprendere meglio i rapporti che legano l'artista all'ambiente culturale della corte medicea.